# Língua jarai
A língua Jarai é um idioma [Línguas malaio-polinésias|Malaio-Polinésio]] falado pelo povo Jarai do Vietnã e Camboja. Seu número de falantes é de 263 mil. Os Jarai são o maior grupo étnico das terras altas do centro (Tay Nguyen) do Vietnã, chamadas Degar ou Montagnards. Um certo número de Jarai vive nos Estados Unidos, tendo ali se assentado depois da Guerra do Vietnã .

A língua é da família Châmica que é um sub-grupo das malaio-polinésias, sendo relacionada com a língua cham da região central do Vietnã.

## Fonologia
Influenciado pelos  idiomas Mon-khmer vizinhos e por vários idiomas Châmicos do Sudeste Asiático, asa palavras Jarai são geralmente bissilábicasd com tonicidade na segunda sílaba . Além disso, Jarai evoluiu muito no padrão de Mon- Khmer , perdendo quase toda distinção vogal na sílaba inicial. Embora haja palavras trissilábica, essas são todas de origem estrangeira. A palavra típica Jarai pode ser representado como: (C)(V)-C(C)V(V)(C)
Onde os valores opcionais são representados entre parênteses. "(C)" no conjunto "C(C)" representa a consoante líquida /l/, /r/ ou a semivogal /w/, /j/. Nos dialetoss jarai falados no Camboja, o "(C)" no conjunto "C(C)" pode ser também a fricativa velar sonora /ɣ/, um fonema usado pelos jarai do Camboja, mas não no Vietnã. A vogal da primeira sílaba em palavras dissilábicas é o mais frequentemente uma arredondada central , /ə/, a menos que a consoante inicial seja uma glotal oclusiva /ʔ/.  A segunda vogal da sílaba tônica produz um ditongo.

## Escrita
O alfabeto latino usado pela língua jarai apresenta 40 símbolos, incluindo as 17 letras que apresentam diacríticos. Não são usadas as letras F, Q, V, X, Z. Usam-se as formas Ng e Dj.

## Amostra de texto
Abih bang mơnuih-mơnam tơkeng rai rơngai laih anŭn mơdơ̆-mơđơr amăng tơlơi pơpŭ-pơyôm hăng tơlơi dưi. Ƀing gơñu tŭ hơmâo tơlơi pơmĭn hăng tơlơi thâo djơ̆-glaĭ laih anŭn brơi ngă kơ tơdruă amăng tơlơi khăp ayŏng adơi.
Português
Todos os seres humanos nascem livres e iguais em dignidade e direitos. São dotados de razão e consciência e devem agir uns em relação aos outros com espírito de fraternidade. (art. 1º da Declaração Universal de Direitos Humanos)